# Municipalità di Ventspils
La municipalità di Ventspils (in lettone Ventspils novads) è una delle trentasei municipalità della Lettonia, appartenente alla regione storica della Curlandia, di 13.786 abitanti (dati 2009).

## Località
Il comune è stato istituito nel 2009 ed è formato dalle seguenti località:
- Piltene (città)
- Ance
- Jūrkalne
- Piltene (comune rurale)
- Pope
- Puze
- Tārgale
- Ugāle
- Usma
- Užava
- Vārve
- Ziras
- Zlēkas

La sede comunale è situata nella città di Ventspils che non è compresa nel territorio comunale.